# 大洋洲語族
大洋洲語族，或稱大洋洲語群，有約450種語言，南島語系的一個分支。該語族語者的分布範圍涵蓋玻里尼西亞，以及美拉尼西亞和密克羅尼西亞多處。雖然涵蓋地區廣大，大洋洲語族的使用人口僅有兩百萬多人。大洋洲語族中，使用人口數最多的是東斐濟語，超過 600,000 人，其次是薩摩亞語，約有 400,000 人。吉里巴斯語、東加語、大溪地語、毛利語、西斐濟語和庫阿努阿語使用人口數皆超過 100,000 人。這個語族重建的共同祖語是原始大洋洲語（簡寫 POc）。

## 語言分類
西德尼·赫爾伯特·雷伊在1896年首次提出大洋洲諸語為一語族的假設 ，而大洋洲語族也是南島語系中少數確立的大分支（另一個為馬來-玻里尼西亞語族）。在語法上，這些語言受到新幾內亞北部巴布亞諸語言的強烈影響。但在詞彙上仍保留相當大量的南島語族詞彙。

### Lynch, Ross, & Crowley (2002)
根據 Lynch, Ross, & Crowley (2002) 的研究，大洋洲語族內的語言彼此間常形成語鏈（linkage） 。語鏈的形成通常演變自歷史上的方言連續體。而互有交集的語支（即語鏈）雖有共同創新，但無法回溯重建出中間階段的原始語言。
Lynch, Ross, & Crowley (2002) 提出大洋洲語族包含三大群：
- 阿得米拉提語群：分布於馬努斯島及其濱外海島與西部小島的語言。
- 西部大洋洲語群：分布於巴布亞新幾內亞的西巴布亞北海岸 (不包括阿德米拉提群島)和索羅門群島西部的語言。 由三至四個次語鏈/語群組成：

-  ? 薩米-查亞普拉語鏈：可能可歸入北新幾內亞語言?
- 北新幾內亞語鏈：分布於新幾內亞北海岸、查亞普拉東部的語言。
- 中部美拉尼西亞語鏈：分布於俾斯麥群島和索羅門群島的語言。
- 巴布亞頂部語鏈：分布於巴布亞半島頂部的語言。

- 中-東部大洋洲語群：幾乎所有不在阿德米拉提語群和西部大洋洲語群的大洋洲語言都在這個分類之下。

- 東南索羅門群島語鏈：分布於索羅門群島東南部。
- (烏圖普阿-瓦尼科羅語鏈：後移出此分類，並改為泰莫圖語群)。
- 南部大洋洲語鏈：由新喀里多尼亞和萬那杜的語言組成。
- 中部大洋洲語鏈：由玻里尼西亞語和斐濟語組成。
- 密克羅尼西亞語鏈

而一些不能歸入上述三群的「殘留」大洋洲語言如下：
- 聖馬提亞群島語群
- 雅浦語：分布於雅浦島，可能可歸入阿德米拉提語群。

Ross & Næss (2007) 將烏圖普阿-瓦尼科羅語鏈移出中-東部大洋洲語群，成為大洋洲語族底下的獨立分支：
- 泰莫圖語群：以索羅門群島泰莫圖省命名。

而 Blench (2014) 認為烏圖普阿語和瓦尼科羅語是兩個獨立的分支，且兩者都非南島語。

### Ross, Pawley, & Osmond (2016)
Ross, Pawley, & Osmond (2016) 提出對原先分類的修正，包含九大分支。
大洋洲語族
- 雅浦語
- 阿得米拉提語群
- 聖馬提亞群島語群 (Musau語和Tench語)
- 西部大洋洲語群
  - 中部美拉尼西亞語鏈
  - 新幾內亞大洋洲語鏈
    - 北新幾內亞語鏈
    - 巴布亞頂端語
- 泰莫圖語群
- 東南索羅門群島語群
- 南部大洋洲語群
  - 北部萬納杜語鏈
  - 核心南部大洋洲語群
    - 中部萬納杜語鏈
    - 南部萬納杜語鏈
    - 忠誠群島-新喀里多尼亞語鏈
- 密克羅尼西亞語群
- 中部太平洋語群
  - 西支
    - 羅圖馬語
    - 西斐濟語

  - 東支
    - 東斐濟語
    - 玻里尼西亞語

## 大洋洲語言中的「非南島語」
Blench (2014) 認為，許多語言雖然傳統上歸類為大洋洲語，但實際上並非南島語（即巴布亞諸語言，要注意的是，此分類為地理劃分，並非單一語族），其中包括烏圖普阿語和瓦尼科羅語。同時，Blench 對烏圖普阿語和瓦尼科羅語歸入同一分支這件事抱持懷疑態度，認為這兩個語言不能劃入同一分類中。 由於烏圖普阿語底下的三個語言和瓦尼科羅語底下的三個語言彼此差距甚大，Blench 認為這些語言並非在烏圖普阿島和瓦尼科羅島就發展如此，而是自不同的地方遷至島上的。根據 Blench 的看法，這起因於拉皮塔的人口膨脹，南島和非南島的住民便自俾斯麥群島的拉皮塔祖居地遷移至東部的其他島嶼。
其他傳統上歸類為大洋洲語言族，而Blench (2014) 認為非南島語的語言包括西新不列顛省的Kaulong語，其中原始馬玻語的詞彙保留率僅5%，另一個是新喀里多尼亞北部的忠誠群島諸語。
Blench (2014) 提出新的語言分類：
- 南島語，但也可能為非南島語的語言分布於：萬納杜北部、南部。
- 南島語，但可能經歷非南島語的雙語階段的語言分布於： 萬納杜中部和新喀里多尼亞。
- 非南島語，包含一些傳統上被歸類為大洋洲語族的語言分布於：索羅門群島和新不列顛（中部美拉尼西亞諸語）。

## 語序
大洋洲語言間的語序高度分歧，語序類型及地理分布大致如下(Lynch, Ross, & Crowley 2002:49)：
- 主-動-賓：阿得米拉提群島、馬卡姆谷大部分、錫亞西群島、新不列顛大部分、新愛爾蘭島、布干維爾島部分地區、索羅門群島東南部大部分地區、萬納杜大部分、新喀里多尼亞部分地區、密克羅尼西亞大部分
- 主-賓-動：巴布亞新幾內亞中部及東南部、馬卡姆谷部分、馬當海濱、維瓦克海濱、薩米海濱、布干維爾島部分、新不列顛部分
- 動-主-賓：新喬治亞島、聖伊莎貝爾島部分、玻里尼西亞大部分、雅浦島
- 動-賓-主：斐濟語、阿納托姆語、忠誠群島、吉里巴斯、新喀里多尼亞多數地區、恩格拉群島
- 主題顯著：布干維爾島多數、舒瓦瑟爾島、聖伊莎貝爾島部分

## 腳註
1. ↑  Hammarström, Harald; Forkel, Robert; Haspelmath, Martin; Bank, Sebastian (编). . . Jena: Max Planck Institute for the Science of Human History. 2016.
2. ↑  Mark Donohue and Tim Denham, 2010. Farming and Language in Island Southeast Asia: Reframing Austronesian History. Current Anthropology, 51(2):223–256.
3. ↑  Ross, Malcolm and Åshild Næss. . Oceanic Linguistics. 2007, 46 (2): 456–498. doi:10.1353/ol.2008.0003.
4. 1 2  Blench, Roger. 2014. Lapita Canoes and Their Multi-Ethnic Crews: Might Marginal Austronesian Languages Be Non-Austronesian? （页面存档备份，存于） Paper presented at the Workshop on the Languages of Papua 3. 20-24 January 2014, Manokwari, West Papua, Indonesia.
5. ↑  Ross, Malcolm; Pawley, Andrew; Osmond, Meredith (eds). The lexicon of Proto Oceanic: The culture and environment of ancestral Oceanic society. Volume 5: People: body and mind （页面存档备份，存于）. 2016. Asia-Pacific Linguistics (A-PL) 28.